# Pieter van Akerlaken (1792-1862)
Pieter van Akerlaken (Hoorn, 12 augustus 1792 - aldaar, 20 september 1862) was een Nederlands conservatief politicus.
Van Akerlaken was een lid van een Hoorns regentengeslacht, die na zijn rechtenstudie in Hoorn advocaat, gemeenteontvanger en raadslid was. In 1830 en mogelijk nog eerder werd hij burgemeester van twee kleine gemeenten in de Zeevang en tevens tot Tweede Kamerlid gekozen. Hij behoorde tot de conservatieve getrouwen van de koning en werd in 1844 Kamervoorzitter. In dat jaar volgde ook zijn benoeming tot burgemeester van Hoorn. Hij weigerde twee jaar later een benoeming tot minister, maar werd in 1847 wel Eerste Kamerlid. In 1848 was hij tegenstander van de staatkundige hervormingen.
Van Akerlaken kreeg in 1804 zitting in het bestuur van het dijkgraafschap Drechterland en bekleedde van 1852 tot zijn dood het ambt van dijkgraaf. Hij speelde een belangrijke rol bij de modernisering van het dijkwezen. Als krachtige persoonlijkheid en vertrouweling van de koning drukte hij zijn stempel op het openbare bestuur. Hij stond bekend als potentaat, hetgeen hem de bijnamen 'Koning van Noord-Holland' en 'Piet Almachtig' opleverde.
Hij was de vader van Eerste- en Tweede Kamerlid Dirk van Akerlaken, die zijn vader tevens als dijkgraaf opvolgde.
- Biografisch Portaal: 20198787
- Digitale Bibliotheek voor de Nederlandse Letteren: aker006
- International Standard Name Identifier: 0000 0003 8797 4280
- Nederlandse Thesaurus van Auteursnamen: 070277141
- Parlement.com: vg09llsd6m01
- Virtual International Authority File: 281064812
- WorldCat: E39PBJcgwYVptMqrHtXCfTWVYP

1. ↑  O.W. Star Numan, 'Levensbericht van Jhr.Mr. Dirk van Akerlaken', in Jaarboek van de Maatschappij der Nederlandse Letterkunde, 1895.